# María Luisa Galván Cabrerizo
María Luisa Galván Cabrerizo (Madrid, 21 de junio de 1911-Madrid, 31 de marzo de 2008) fue una conservadora y directora de museos española.

## Biografía
María Luisa Galván nació en Madrid el 21 de junio de 1911. Se licenció en la Universidad Central de Madrid en Filosofía y Letras con especialidad en Historia. Un año más tarde participó en un crucero junto a cerca de 200 personas repartidas entre docentes, catedráticos o estudiantes con el fin de sacar a los alumnos de sus aulas para formarles en otro tipo de clase, convirtiendo el barco en aula, gracias a la Dirección General de Bellas Artes del Ministerio de Instrucción Pública, a través del Ministerio del Estado.
Tras licenciarse en el año 1932, comenzó a trabajar para la Administración General del Estado, hasta que, en 1944, aprobó las oposiciones para el Cuerpo Facultativo de Archiveros, Bibliotecarios y Arqueólogos accediendo ese mismo año al Museo Arqueológico Nacional, llevando a cabo las prácticas junto con Octavio Gil Farrés. Como facultativa, fue directora del Museo Arqueológico de Toledo en sustitución de María Luisa Herrero Escudero. En 1946, se trasladó por concurso al Museo Arqueológico Nacional para trabajar dentro de la Sección de Monedas y Medallas del mismo museo, para más tarde, pasar a la sección de la Edad Moderna y Árabe; en 1951 se convirtió en la secretaria interina de esta pinacoteca.
Durante esa época, mucha de la colección que había dentro del museo se vació a causa de la guerra civil española y su edificio fue ocupado por otros organismos, momento en el cual María Luisa se encargó de remodelar la pinacoteca y será congratulada por parte de esa corporación.
Participó en la preparación del llamado Museo Breve con el que en 1954 se reabrió el museo tras la Guerra Civil. Durante su carrera profesional continuó formándose en Arte y Arqueología. En 1949 acudió a la Reunión del Convenio Arqueológico Hispano-Franco-Italiano de Estudios Ligures en Ampurias, Montpellier y Bordighera, y en 1955, consiguió una beca de la Fundación Lázaro Galdiano para estudiar en Italia. En 1957 se trasladó en comisión de servicios al Museo de América y en 1966 fue nombrada conservadora del Museo Nacional de Artes Decorativas de la capital española. Finalmente, llegó a la dirección del Museo del Teatro en 1972, cargo que desempeñó hasta su jubilación en 1981.
Falleció en Madrid en 2008 a la edad de 97 años.

## Reconocimientos
En 2020, fue incluida dentro del proyecto “Mujeres Investigadoras en los Archivos Estatales (1900-1970)” para la descripción archivística y creación de un micrositio específico en el Portal de Archivos Españoles (PARES), desarrollado entre 2020-2023.[] Este proyecto ha sido impulsado por la Subdirección General de Archivos Estatales, con el objetivo visibilizar la labor de investigación realizada en España por las mujeres en el intervalo 1900-1970 partiendo de los registros documentales que se conservan en los Archivos de Gestión de los AAEE del Ministerio de Cultura (el Archivo Histórico Nacional, el Archivo de la Corona de Aragón, el Archivo General de Simancas, el Archivo General de Indias, el Archivo de la Real Chancillería de Valladolid, el Archivo General de la Administración y el Centro de Información Documental de Archivos).